# 17472 Dinah
17472 Dinah (1991 FY) là một tiểu hành tinh vành đai chính được phát hiện ngày 17 tháng 3 năm 1991 bởi T. Niijima và T. Urata ở Ojima.